# Achslach
Achslach – miejscowość i gmina w Niemczech, w kraju związkowym Bawaria, w rejencji Dolna Bawaria, w regionie Donau-Wald, w powiecie Regen, wchodzi w skład wspólnoty administracyjnej Ruhmannsfelden. Leży około 15 km na zachód od miasta Regen.

## Demografia
| Rok  | Liczba mieszk. |
| ---- | -------------- |
| 1970 | 1 024          |
| 1987 | 1 088          |
| 2000 | 1 097          |

## Oświata
(na 1999)

W gminie znajduje się 25 miejsc przedszkolnych (22 dzieci).